# Pénjamo, Tabasco
Pénjamo är en ort i Mexiko.   Den ligger i kommunen Paraíso och delstaten Tabasco, i den sydöstra delen av landet, 600 km öster om huvudstaden Mexico City. Pénjamo ligger 11 meter över havet och antalet invånare är 1 653.
Terrängen runt Pénjamo är mycket platt. Havet är nära Pénjamo norrut. Runt Pénjamo är det ganska tätbefolkat, med 134 invånare per kvadratkilometer. Närmaste större samhälle är Paraiso, 13,3 km väster om Pénjamo. Trakten runt Pénjamo består huvudsakligen av våtmarker.